# Oxycatantops
Oxycatantops is een geslacht van rechtvleugeligen uit de familie veldsprinkhanen (Acrididae). De wetenschappelijke naam van dit geslacht is voor het eerst geldig gepubliceerd in 1953 door Dirsh.

## Soorten
Het geslacht Oxycatantops omvat de volgende soorten:
- Oxycatantops adustus Walker, 1870
- Oxycatantops annulipes Stål, 1873
- Oxycatantops castor Jago, 1989
- Oxycatantops congoensis Sjöstedt, 1929
- Oxycatantops exsul Karny, 1907
- Oxycatantops imperator Bolívar, 1908
- Oxycatantops nigrospinosus Sjöstedt, 1929
- Oxycatantops spissus Walker, 1870
- Oxycatantops zambiensis Jago, 1989